# Казанский район (Тюменская область)
Каза́нский райо́н — административно-территориальная единица (район) и муниципальное образование (муниципальный район) в Тюменской области России.
Административный центр — село Казанское.

## География
Район представляет собой территорию длиной 65,4 км и шириной 57 км, ориентированную с севера на юг. Расположен в поймах рек Ишим и Алабуга, имеет общие границы с Ишимским, Бердюжским и Сладковским районами области, а на юге — с Республикой Казахстан.
Площадь территории — 3,1 тыс. км². 78 процентов территории района занимают земли сельскохозяйственного назначения, 16 процентов территории занимают леса, 3,2 процента — реки и озера, 1,8 процента — земли поселений.
Животный мир
Казанского района относительно разнообразен и представлен как видами тайги, так и степной фауны. В лесных массивах, представленных преимущественно мелколиственными породами, обычны лось, куница, колонок, горностай, заяц-беляк, тетерев, белая куропатка. Обитателями лесостепной зоны являются лисица, корсак, хорь степной, косуля, серая куропатка. Кроме того, в районе встречаются из хищных млекопитающих волк, колонок, рысь, барсук. В небольшом количестве обитает кабан.
Из грызунов, кроме мышевидных, обычна ондатра; в некоторых местах со старицами Ишима встречаются поселения бобров.
Орнитофауна более разнообразна. Наиболее многочисленные по числу гнездящихся видов отряд воробьиных. Из охотничье-промысловых видов хорошо представлены водоплавающие и кулики. Из куриных обычен перепел. Обычны серая цапля, пеликан, серый журавль; на крупных озёрах обитает большой баклан. Большая часть видов птиц перелетные и на зиму остаются лишь куриные и небольшая часть воробьиных.
Ихтиофауна реки Ишим включает большую часть видов рыб реки Обь. Здесь обитают щука, судак, окунь, ерш, язь, плотва, елец. лещ. пескарь и др.
Многие озера вследствие их мелководности и зарастания подвержены регулярным заторам, в связи с чем в них обитает только карась. Некоторые озера зарыблены пелядью и карпом.

## Население
На начало 1913 года численность населения Казанского района составляла 43,0 тыс. чел, 1922 году – 30,8 тыс. чел., 1932 г. – 24,8 тыс. чел.

За последние 17 лет численность населения уменьшилась (1999 г. – 25,1 тыс. человек, 2016 г. – 22,0). Сокращение числа жителей вызвано несколькими причинами, главными из которых являются снижение естественного прироста в результате падения рождаемости и роста смертности, и увеличение масштабов выбытия людей за пределы района.
| 2002    | 2009    | 2010    | 2011    | 2012    | 2013    | 2014    |
| ------- | ------- | ------- | ------- | ------- | ------- | ------- |
| 23 978  | ↘22 137 | ↗22 490 | ↘22 472 | ↘22 240 | ↘22 129 | ↘21 973 |
| 2015    | 2016    | 2017    | 2018    | 2019    | 2020    | 2021    |
| ↗22 042 | ↘21 955 | ↘21 848 | ↘21 622 | ↘21 343 | ↘21 248 | ↘20 181 |

### Национальный состав
Национальный состав достаточно разнообразен. На территории Казанского района проживают представители многих национальностей. По итогам переписи населения в районе проживают:
- русские – 88,6%, расселены по району повсеместно;
- казахи – 4,7%. Численность казахского населения в последние годы выросла. Рост происходит как за счет естественного движения, так и за счет миграции из других мест, прежде всего из Казахстана;
- немцы – 3,1%. Немецкое население появилось в районе осенью 1941 года в результате насильственного переселения советских немцев из Автономной Социалистической Советской Республики Немцев Поволжья;
- представители других национальностей – 3,6%.[5]

## История
Казанский район образован на основании постановления ВЦИК от 10 июня 1931 года в составе Уральской области из территории Ильинского района и 9 сельсоветов Ларихинского района.
Включал 27 сельсоветов: Афонькинский, Баландинский, Благодатновский, Большеярковский, Боровлянский, Вакаринский, Гагаринский, Грачёвский, Дальнетравнинский, Дубынский, Ельцовский, Ильинский, Казанский, Копотиловский, Неживовский, Новоалександровский, Новогеоргиевский, Новопокровский, Огнёвский, Пешнёвский, Селезнёвский, Синицинский, Сладчанский, Смирновский, Ченчерский, Чирковский, Яровской.
После ликвидации 17 января 1934 года Уральской области вошёл в состав Челябинской области.
7 декабря 1934 года постановлением ВЦИК передан в состав Омской области.
14 августа 1944 года передан в состав образованной Тюменской области.
Баландинский, Благодатновский, Боровлянский, Вакаринский, Грачевский, Дальнетравнинский, Ельцовский, Неживовский, Новоалександровский, Новогеоргиевский, Синицинский, Сладчанский и Чирковский сельсоветы упразднены. Новопокровский и Ченчерский сельсоветы объединены в Большеченчерский.
14 июня 1957 г. упразднён Копотиловский сельсовет.
23 августа 1957 г. упразднён Гагарьевский сельсовет.
1 февраля 1963 г. район укрупнён с включением в его состав территории упразднённого Маслянского района.
12 января 1965 г. сельский район преобразован в район и разукрупнён.
16 июля 1970 г. с. Казанское отнесено к категории рабочих посёлков, Казанский сельсовет упразднён. Образован Челюскинский сельсовет. Селезнёвский сельсовет переименован в Гагарьевский.
31 октября 1983 г. образован Чирковский сельсовет.
10 мая 1988 г. образован Новоселезнёвский сельсовет.
21 ноября 1991 г. р. п. Казанское преобразован в село, образован Казанский сельсовет.

## Муниципально-территориальное устройство
В Казанском муниципальном районе 13 сельских поселений, включающих 40 населённых пунктов:
| №  | Сельские поселения                  | Админ. центр         | Количество населённых пунктов | Население | Площадь, км² |
| -- | ----------------------------------- | -------------------- | ----------------------------- | --------- | ------------ |
| 1  | Афонькинское сельское поселение     | село Афонькино       | 4                             | ↘845      | 269,41       |
| 2  | Большеченчерское сельское поселение | село Большая Ченчерь | 4                             | ↘628      | 238,12       |
| 3  | Большеярковское сельское поселение  | деревня Большие Ярки | 3                             | ↗1242     | 203,42       |
| 4  | Гагарьевское сельское поселение     | село Гагарье         | 1                             | ↗590      | 83,43        |
| 5  | Дубынское сельское поселение        | село Дубынка         | 5                             | ↗1598     | 514,36       |
| 6  | Ильинское сельское поселение        | село Ильинка         | 4                             | ↘2123     | 333,90       |
| 7  | Казанское сельское поселение        | село Казанское       | 3                             | ↘8780     | 197,36       |
| 8  | Огнёвское сельское поселение        | село Огнёво          | 3                             | ↗1068     | 144,83       |
| 9  | Пешневское сельское поселение       | село Пешнево         | 2                             | ↗799      | 228,76       |
| 10 | Смирновское сельское поселение      | село Смирное         | 2                             | ↗632      | 130,34       |
| 11 | Челюскинское сельское поселение     | посёлок Челюскинцев  | 5                             | ↘508      | 379,23       |
| 12 | Чирковское сельское поселение       | деревня Чирки        | 2                             | ↗661      | 145,18       |
| 13 | Яровское сельское поселение         | село Яровское        | 2                             | ↘707      | 226,20       |

Законом Тюменской области от 25 мая 2017 года № 24, 25 мая 2017 года были преобразованы, путём их объединения, Казанское и Новоселезневское сельские поселения — в Казанское сельское поселение с административным центром в селе Казанское.

### Населённые пункты
| №  | Населённый пункт  | Тип     | Население | Муниципальное образование           |
| -- | ----------------- | ------- | --------- | ----------------------------------- |
| 1  | Афонькино         | село    | ↘681      | Афонькинское сельское поселение     |
| 2  | Баландина         | деревня | 290       | Ильинское сельское поселение        |
| 3  | Благодатное       | деревня | 287       | Ильинское сельское поселение        |
| 4  | Большая Ченчерь   | село    | 427       | Большеченчерское сельское поселение |
| 5  | Большие Ярки      | деревня | 1052      | Большеярковское сельское поселение  |
| 6  | Боровлянка        | деревня | 4         | Большеярковское сельское поселение  |
| 7  | Вакарино          | деревня | 14        | Челюскинское сельское поселение     |
| 8  | Викторовка        | деревня | ↘128      | Афонькинское сельское поселение     |
| 9  | Вознесенка        | село    | 76        | Большеченчерское сельское поселение |
| 10 | Гагарье           | село    | ↗590      | Гагарьевское сельское поселение     |
| 11 | Грачи             | деревня | 601       | Дубынское сельское поселение        |
| 12 | Дальнетравное     | деревня | 168       | Чирковское сельское поселение       |
| 13 | Долматово         | деревня | 107       | Челюскинское сельское поселение     |
| 14 | Дубынка           | село    | 566       | Дубынское сельское поселение        |
| 15 | Ельцово           | деревня | 342       | Ильинское сельское поселение        |
| 16 | Заречка           | деревня | 240       | Дубынское сельское поселение        |
| 17 | Ильинка           | село    | 1592      | Ильинское сельское поселение        |
| 18 | Казанское         | село    | ↘5588     | Казанское сельское поселение        |
| 19 | Копотилово        | деревня | 390       | Пешневское сельское поселение       |
| 20 | Коротаевка        | деревня | 114       | Смирновское сельское поселение      |
| 21 | Кугаево           | село    | 103       | Дубынское сельское поселение        |
| 22 | Малая Ченчерь     | деревня | 290       | Большеченчерское сельское поселение |
| 23 | Малые Ярки        | деревня | 230       | Большеярковское сельское поселение  |
| 24 | Михайловка        | деревня | 64        | Челюскинское сельское поселение     |
| 25 | Новоалександровка | деревня | 359       | Дубынское сельское поселение        |
| 26 | Новогеоргиевка    | деревня | ↘201      | Афонькинское сельское поселение     |
| 27 | Новопокровка      | деревня | 80        | Большеченчерское сельское поселение |
| 28 | Новоселезнево     | посёлок | ↗3408     | Новоселезневское сельское поселение |
| 29 | Новоселы          | деревня | 2         | Челюскинское сельское поселение     |
| 30 | Огнёво            | село    | 489       | Огнёвское сельское поселение        |
| 31 | Паленка           | деревня | ↘55       | Афонькинское сельское поселение     |
| 32 | Песчаное          | деревня | 415       | Огнёвское сельское поселение        |
| 33 | Пешнево           | село    | 453       | Пешневское сельское поселение       |
| 34 | Сладчанка         | деревня | 175       | Яровское сельское поселение         |
| 35 | Смирное           | село    | 524       | Смирновское сельское поселение      |
| 36 | Челюскинцев       | посёлок | 534       | Челюскинское сельское поселение     |
| 37 | Чирки             | деревня | 436       | Чирковское сельское поселение       |
| 38 | Шагалово          | деревня | 150       | Огнёвское сельское поселение        |
| 39 | Шадринка          | деревня | 204       | Новоселезневское сельское поселение |
| 40 | Яровское          | село    | 732       | Яровское сельское поселение         |

## Транспорт
От районного центра с. Казанское до областного центра г. Тюмень — расстояние составляет 370 км, до ближайшей железнодорожной станции г. Ишим — 60 км, до г. Петропавловска (Северный Казахстан) — 124 км. Казанский район с другими районами и областями связан автомобильной дорогой республиканского значения «Ишим—Петропавловск».

## Культура
Имеется Казанский районный краеведческий музей с филиалами в сёлах Дубынка и Ильинка.
На территории района расположено 45 памятников федерального и областного значения. К ним относятся памятники истории (памятники погибшим в годы гражданской и Великой Отечественной войны), памятники архитектуры (церкви), объекты археологического наследия (курганы, могильники и поселения эпохи неолита, бронзового и начала железного века).

## Религия
На территории района имеется 4 церкви, 3 часовни и один молитвенный дом. В 7
культовых зданиях проходят богослужения.

## Достопримечательности
Достопримечательности района составляют особо охраняемые природные территории: региональные заказники Афонский (17 215 га) и Дубынский (10 600 га), а также региональный памятник природы Ишимские бугры — Афонькинский (80 га). Территория Казанского муниципального района входит в водно-болотное угодье Российской Федерации «Тобольско-Ишимская лесостепь» международного значения. Поля и леса, реки и озера — это простор для грибников и ягодников, для любителей охоты и рыбалки, это возможность отдохнуть в красивом и благодатном по природным условиям месте.
На территории района имеется источник минеральной воды — скважина 25-ТМ глубиной около 1140 м в д. Сладчанка, температура воды в устье скважины +44°С, подземные воды готерив-барремского
водоносного комплекса хлоридно-натриевые.
Также имеется база отдыха «Боровлянская гора» с жилыми вагончиками для круглосуточного проживания, в зимнее время на Боровлянской горе работает подъёмник.